# U 313
U 313 war ein U-Boot vom Typ VII C, das im U-Boot-Krieg während des Zweiten Weltkrieges von der deutschen Kriegsmarine im Nordatlantik und im Arktischen Ozean eingesetzt wurde.

## Technische Daten
Die Flender Werke in Lübeck waren bereits vor dem Kriegsbeginn im Rahmen des Z-Plans mit dem Bau von Unterseebooten beauftragt. Ab Kriegsbeginn war die Werft für den jährlichen Ausstoß von zehn Booten des Typ VII C eingeplant. Diese Marge wurde erstmals im Jahre 1942 erfüllt. Im Jahr 1943 lieferte die Werft ebenfalls plangemäß zehn Boote des Typs VII C an die Kriegsmarine aus – eines davon war U 313. Die Boote dieser Klasse wurden auch „Atlantikboote“ genannt. Ein VII-C-Boot hatte eine Länge von 67,1 m und verdrängte 761 t Wasser. Der 2.800 PS starke Dieselantrieb ermöglichte eine Geschwindigkeit von bis zu 17 Knoten (31,6 km/h) über Wasser.

## Einsatz und Geschichte
Oberleutnant zur See Friedhelm Schweiger stellte U 313 am 20. Mai 1943 in Dienst. Bis zum Ende des Jahres war das Boot der 8. U-Flottille unterstellt und in Danzig stationiert. Zu Beginn des neuen Jahres wurde das Boot der 11. U-Flottille zugeteilt, wo es bis Mitte September verblieb. In dieser Zeit führte Kommandant Schweiger mit U 313 fünf Unternehmungen durch. Am 14. September 1944 wurde das Boot der 13. U-Flottille zugeteilt.
Mitte Dezember 1944 ordnete Karl Dönitz, Oberbefehlshaber der Kriegsmarine, an, den britischen Flottenstützpunkt in Scapa Flow zu blockieren. Ziel war es, Angriffen britischer Flugzeugträger auf die norwegischen Stützpunkte der Kriegsmarine vorzubeugen. Insgesamt acht U-Boote wurden zu dieser Unternehmung in die Gewässer um Nordschottland beordert – eines von ihnen war U 313. Kommandant Schweiger patrouillierte insgesamt zwei Wochen vor Scapa Flow, ohne dass ihm erfolgreiche Angriffe auf die britischen Seestreitkräfte gelangen. Auch als die U-Boot-Führung ihn anwies, sein Einsatzgebiet bis zum Firth of Forth auszuweiten, erzielte Schweiger keine Versenkungen. U 313 kehrte am 15. Februar nach Norwegen zurück, wo es überholt wurde.
Bis zum Kriegsende lief das Boot von den deutschen Marinestützpunkten in Narvik, Trondheim und Harstad zu drei weiteren Unternehmungen aus. Kommandant Schweiger kapitulierte am 9. Mai in Narvik und übergab das Boot den britischen Streitkräften.

## Versenkung
Ende 1945 wurde U 313 in den Hafen von Londonderry verbracht und dort für die Versenkung bei Zielübungen im Rahmen der Operation Deadlight vorbereitet. Während das Boot am 21. Dezember 1945 durch einen britischen Zerstörer auf Position geschleppt wurde, kenterte es und versank.